# نظام تصنيف غليسون
يستخدم نظام تصنيف غليسون لتقييم مآل الحالات المصابة بسرطان البروستاتا بالاعتماد على الخزعات المأخوذة منها. يستخدم النظام في تحديد مراحل سرطان البروستاتا بالإضافة إلى مؤشرات أخرى. يتنبأ تحديد المراحل بمآل المرض وسيره، ويساعد في توجيه العلاج. تعطى درجات غليسون لسرطان البروستاتا بناءً على مظهره المجهري. تكون السرطانات عالية الدرجة أكثر عدوانية ومآلها أسوأ مقارنةً بالدرجات الأقل. تتراوح الدرجات المرضية من 2 إلى 10، وكلما ارتفع الرقم كلما كان الخطر أكبر ومعدل الوفيات أعلى. يعتبر نظام غليسون من الأنظمة المعترف بها على نطاق واسع والمستخدمة في اتخاذ القرارات السريرية، على الرغم من امتلاك بعض المؤشرات الحيوية الأخرى، كالتعبير عن المورثة ACP1 مثلًا، قيمة تنبؤية أعلى لمسار المرض في المستقبل.
يؤثر التشخيص النسيجي لسرطان البروستاتا على أرجحية نظام غليسون ومنهجيته. على سبيل المثال، لا ينصح باستخدامه في سرطانة البروستاتا الغدية حلقية الخلايا أو سرطانة البروستاتا الظهارية، ويجب إهمال السيتوبلازما الرغوية الموجودة في السرطانة الغدية الرغوية عند تقييمها.
تحتسب النتيجة الإجمالية بناءً على كيفية ظهور الخلايا تحت المجهر، إذ يعتمد النصف الأول من النتيجة على مورفولوجيا الخلية المهيمنة أو الأشيع (بدرجات من 1 إلى 5)، بينما يعتمد النصف الثاني على النمط الخلوي غير المهيمن الأعلى درجةً (بدرجات من 1 إلى 5). وفي النهاية، يجمع هذين الرقمين للحصول على الدرجة الإجمالية للسرطان.

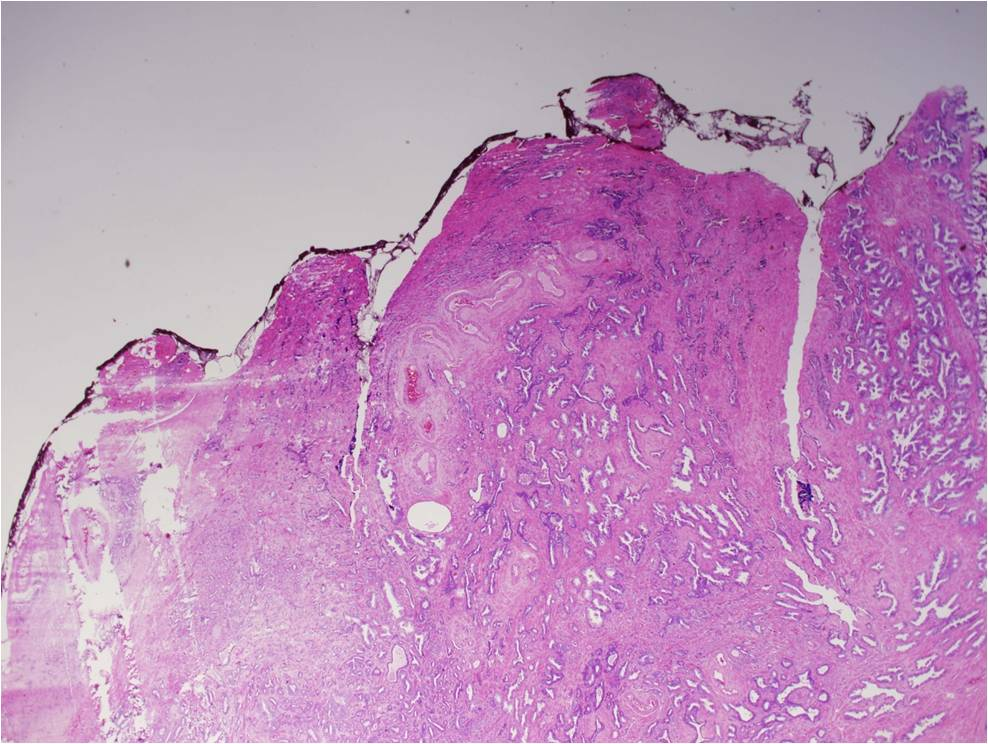
النمط 3 لغليسون لعينة ملونة بصبغة الهيماتوكسيلين واليوزين

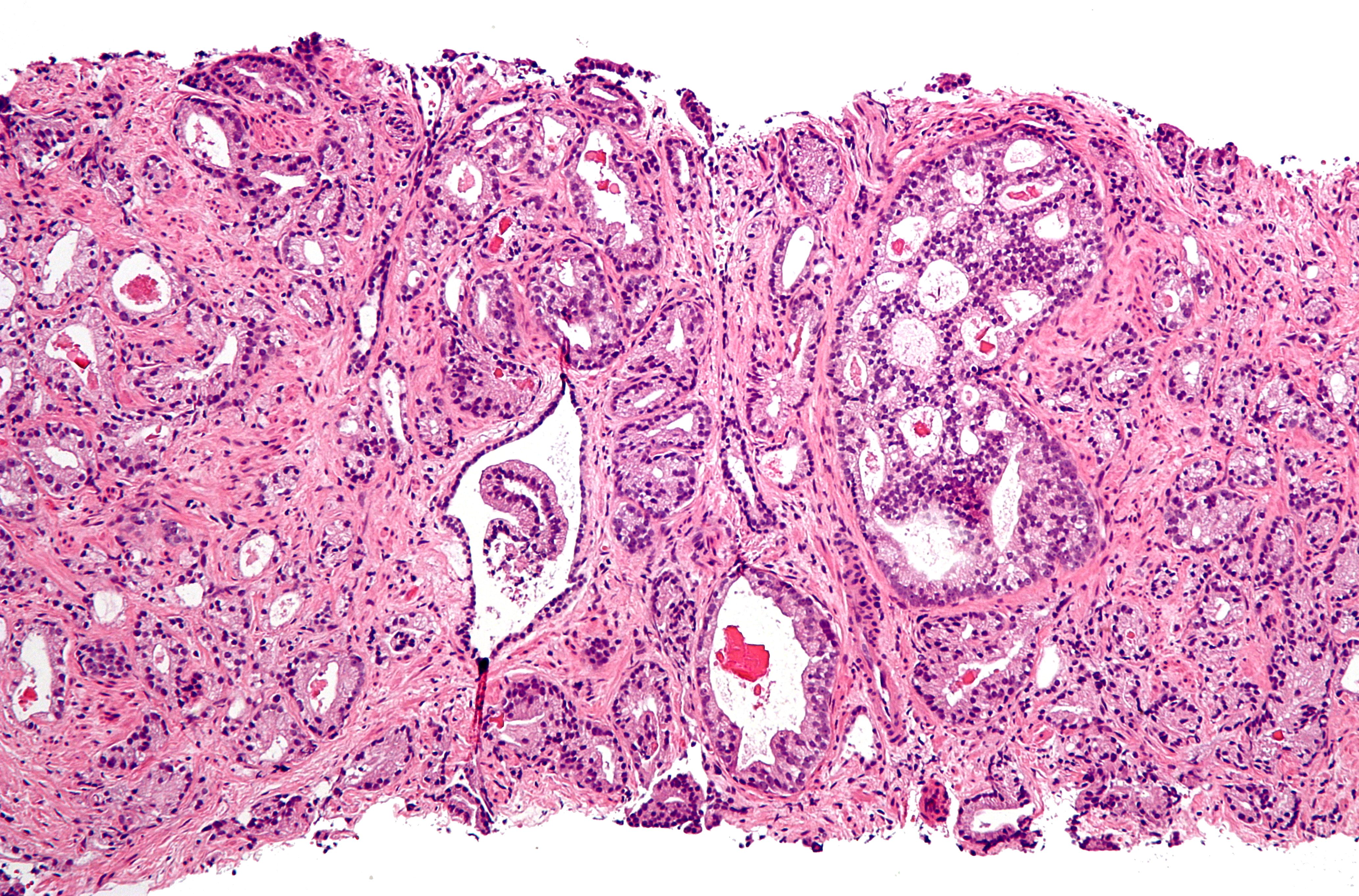
النمط 4 لغليسون لعينة ملونة بصبغة الهيماتوكسيلين واليوزين.

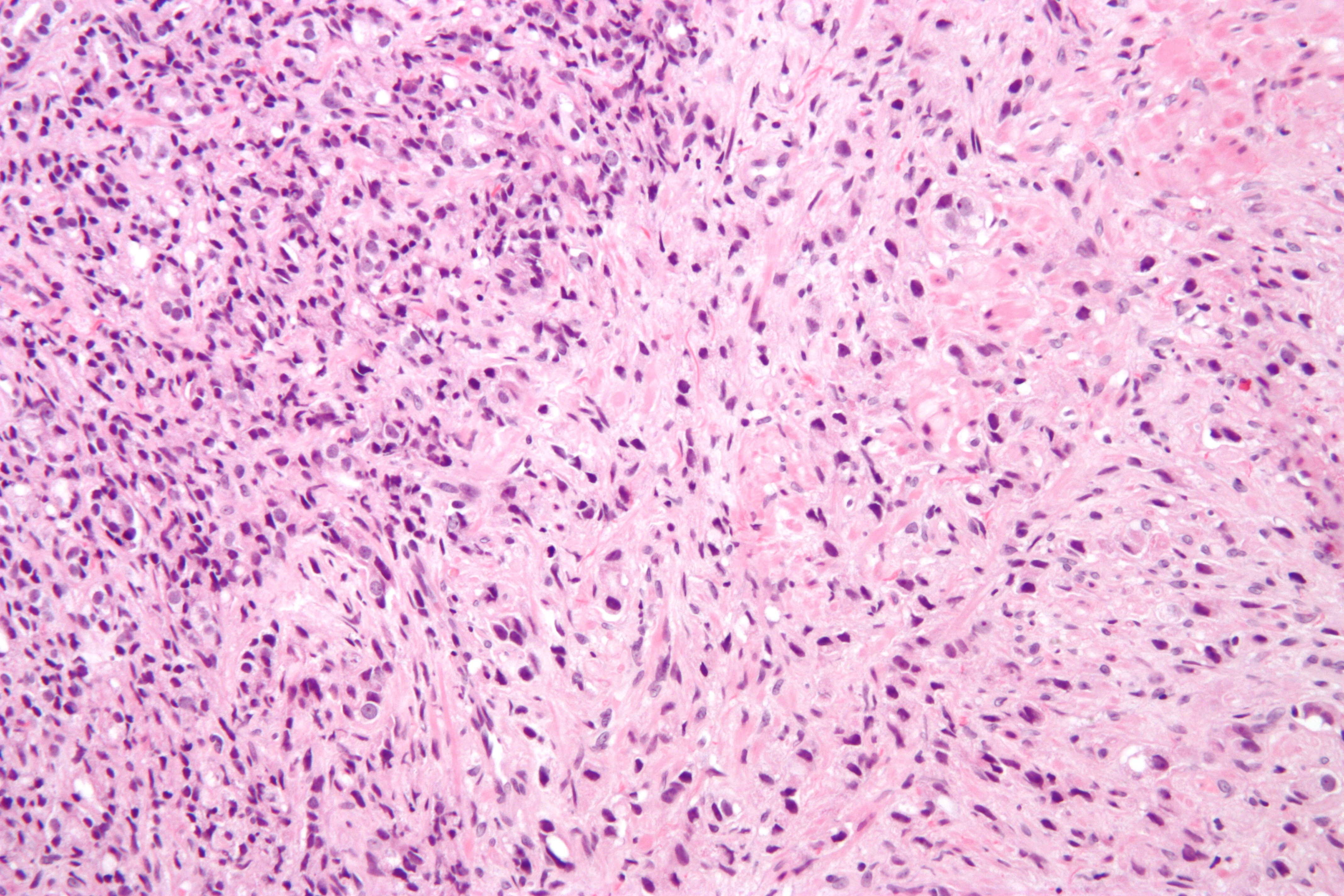
النمطان 4 و5 لغليسون (يسار الصورة ويمينها على التوالي) لعينات ملونة بصبغة الهيماتوكسيلين واليوزين.

## العينات ومعالجتها
في أغلب الأحيان، يأخذ طبيب المسالك البولية أو اختصاصي الأشعة عينة أسطوانية (خزعة) من أنسجة البروستاتا عبر المستقيم (أو في بعض الأحيان العجان) باستخدام إبر مجوفة. بعد ذلك، تؤخذ العينة إلى مختبر للأنسجة، حيث يعد علماء الطب الحيوي منها شرائح مجهرية لتلوينها بصبغة الهيماتوكسيلين واليوزين ودراستها عبر تقنيات الكيمياء النسيجية المناعية، وبذلك يتمكن اختصاصي علم الأمراض من وضع التشخيص. عند الاستئصال الجراحي الكلي للبروستاتا، سيقطعها اختصاصي علم الأمراض لأجزاء صغيرة كي يتمكن من فحصها.

## الأنماط النسيجية
يفحص اختصاصي علم الأمراض الخزعات مجهريًا للتعرف على أنماط معينة من غليسون. ترتبط أنماط غليسون هذه بالميزات التالية:
- النمط 1: تشبه فيه الأنسجة السرطانية الأنسجة الطبيعية إلى حد بعيد. في هذه الحالة، تكون الغدد صغيرة الحجم جيدة البنية ومتراصة بشكل وثيق، وهذا يتوافق مع سرطان جيد التمايز.
- النمط 2: ما تزال الغدد جيدة التكوين، لكنها أكبر وتحتوي على نسيج بيني أكثر، أي حجم السدى أصبح أكبر، وهذا يتوافق مع سرطان متوسط التمايز.
- النمط 3: ما يزال النسيج يحتوي على غدد واضحة، لكن الخلايا أصبحت عمومًا أغمق لونًا. وفي هذه الحالة، يستطيع الفاحص تحت التكبير العالي رؤية ترك الخلايا للغدد وغزوها الأنسجة المحيطة أو اتباعها نمط ارتشاحي، وهذا يتوافق مع سرطان متوسط التمايز.
- النمط 4: يحتوي النسيج على عدد قليل من الغدد الواضحة، ولكن غزو الخلايا امتد للأنسجة المحيطة بشكل أكبر وشكل كتل ورمية، وهذا يتوافق مع سرطان سيء التمايز.
- النمط 5: لا يحتوي النسيج على أي غدد واضحة أو عدد قليل منها، مع وجود صفائح من الخلايا في كافة الأنسجة المحيطة، وهذا يتوافق مع سرطان كشمي الخلايا.

وفقًا لنظام غليسون الحالي، نادرًا ما يشاهد النمطين الأول والثاني لغليسون في سرطان البروستاتا. في المقابل، يعتبر النمط الثالث لغليسون النمط الأشيع على الإطلاق.

## الدرجات الأساسية والثانوية والثالثية
بعد تحليله العينات النسيجية، يقوم اختصاصي علم الأمراض بوضع درجة للأنماط المشاهدة في العينات.
- الدرجة الأساسية: تخصص للنمط السائد في العينة (يجب أن يكون أكبر من 50% من إجمالي الأنماط المشاهدة).
- الدرجة الثانوية: تخصص لثاني نمط سائد في العينة (يجب أن يشكل أقل من 50% من الأنماط الإجمالية، ولكن على الأقل 5% منها).
- الدرجة الثالثية: أصبح الفاحصون يذكرون بشكل متزايد تفاصيل عن مكون ثالث في العينة. يذكر ذلك في الحالات التي تحوي مركب صغير من نمط ثالث (أكثر عدوانية عادةً).

## المحصلة ومآل المرض
يجمع اختصاصي علم الأمراض في النهاية رقم النمط للدرجات الأساسية والثانوية للحصول على محصلة غليسون النهائية. في حال رؤية نمطين فقط، يعبر الرقم الأول من المحصلة عن الدرجة الأولية، بينما يعبر الرقم الثاني عن الدرجة الثانوية، كما هو موضح في القسم السابق. وفي حال رؤية ثلاثة أنماط، فسيعبر الرقم الأول من المحصلة عن الدرجة الأولية، بينما يعبر الرقم الثاني عن النمط الأعلى درجة. على سبيل المثال، إذا كانت الدرجة الأولية للورم 2، والدرجة الثانوية 3 مع وجود خلايا من الدرجة 4، ستصبح محصلة غليسون 2 + 4 = 6. يختلف هذا عن نظام غليسون قبل 2005 بشكل طفيف، إذ كان الرقم الثاني يعبر عن الدرجة الثانوية (أي درجة ثاني أشيع نمط خلوي).

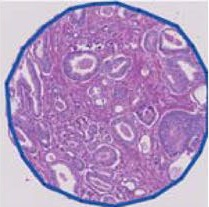
النمط 6 لغليسون (3 + 3).
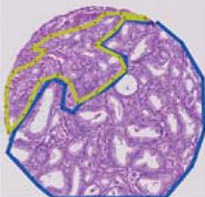
النمط 7 لغليسون (3 + 4).
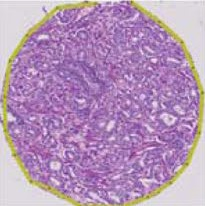
النمط 8 لغليسون (4 + 4).
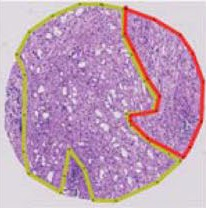
النمط 9 لغليسون (4 + 5).
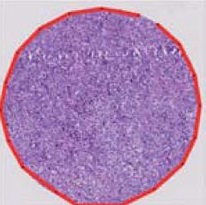
النمط 10 لغليسون (5 + 5).

تتراوح محصلة غليسون من 2 إلى 10: يمثل الرقم 2 أكثر الأورام تمايزًا، بينما يمثل الرقم 10 أقل الأورام تمايزًا. غالبًا ما تصنف المحصلات إلى مجموعات تظهر سلوك بيولوجي متشابه: أورام منخفضة الدرجة (جيدة التمايز) ومتوسطة الدرجة ومتوسطة إلى ضعيفة التمايز وعالية الدرجة.
في الآونة الأخيرة، أسفرت دراسة قاعدة بيانات استئصال البروستات الجذري بجامعة جونز هوبكنز (1982-2011) عن الاقتراح التالي لتقسيم درجات غليسون ومجموعاته الإنذارية: المحصلة ≤ 6 (مجموعة الدرجة الإنذارية الأولى)، والمحصلة 3 + 4 = 7 (المجموعة الثانية) التي تشير إلى أن الغالبية من النمط 3، والمحصلة 4 + 3 = 7 (المجموعة الثالثة) التي يسود فيها النمط 4، والمحصلة 4 + 4 = 8 (المجموعة الرابعة)، والمحصلة 9- 10 (المجموعة الخامسة). ينبئ السرطان ذو المحصلة 6 بإنذار جيد نوعًا ما.